# Stâna, Sălaj
Stâna este o localitate componentă a municipiului Zalău din județul Sălaj, Transilvania, România. Are o populație de 380 locuitori (2002).

## Așezare
Situată la o altitudine de 275 m, se întinde de-a lungul Văii Stâna (numită în aval și Valea Chichișei) la poalele sudice ale Munților Meseș.

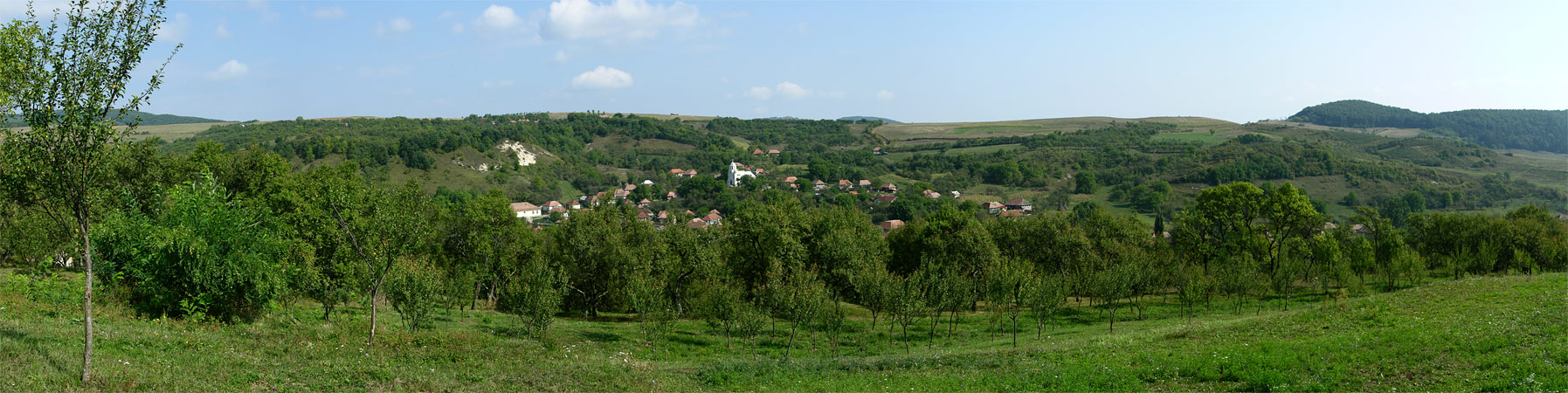
Satul Stâna, văzut de pe şoseaua ce duce la Zalău. (Foto: Emi Cristea, 2007)

 Satul se află într-o microdepresiune de doar câțiva kilometri pătrați, strânsă între munții Meseșului la nord și Podișul Someșan la sud, la contactul dintre relieful cutat al munților și monoclinalul dealurilor din podiș. 
Între sat și orașul Zalău se ridică Măgura Stânii (716 m), vârf ce face parte din Munții Meseș pe care s-au descoperit urme de fortificații ale limesului Imperiului Roman (sec. II-III d.C.)
Satul a aparținut, de-a lungul timpului, de comuna Ungurași (actuala Românași) sau de orașul Zalău (în prezent).
Un loc important din viața recentă a satului, îl constituie Dealul Ijileu, de pe care se anunțau de către un gornist, veștile importante de la Zalău, ce țineau de satul Stâna.
În ultimii ani, în zona Berindei au început să se construiască tot mai multe reședințe ale unor zălăuani.

## Hotare

Satul Stâna (Emi Cristea)

Hotarele satului îl delimtează de localitățile Zalău, Ortelec, Moigrad, Jac, Romita, Chichișa și Ciumărna.
Ele se întind de-alungul culmii Meseș (Peniragul ), peste cotele 716, 681 (Vârful Druia), 608, coborând pe Secătura spre Valea Druii (cunoscută și ca Valea Jurtenii, în sectorul inferior), prin locul numit La Hudă. Aici au existat câteva case, până prin anii '70 (urmele fundațiilor încă se mai văd). În această zonă, pe firul văii Jurteana se află hotarul dintre Stâna și Jac (dincolo de vale începe zona cătunului Viile Jacului). 
Pe la confluența dintre vâlceaua Blidăroaiei și Valea Druii (Jurtenei), trece drumul de care ce leagă satul Stâna de Jac. Dela Jurteana hotarul se suie pe Vârful Dealului (414 m)  (cunoscut și ca Dealul Rușilor), coborând prin pădure spre Valea Stânii (hotarul cu Chichișa).
La hotarul de sud se află Delnița, locul folosit de stâneni pentru pășunat. Deasupra Delniței, pe cumpăna de ape dintre Stâna și Valea Ciumărna, se află hotarul cu comuna cu același nume. În general el urmează șoseaua europeană ce leagă orașul Cluj de Zalău, pe la Popasul Romanilor. De la Popasul Romanilor, în sus (pe lângă marea poiană numită Berindei), se încheie hotarul pe Măgura Stânii (716 m).

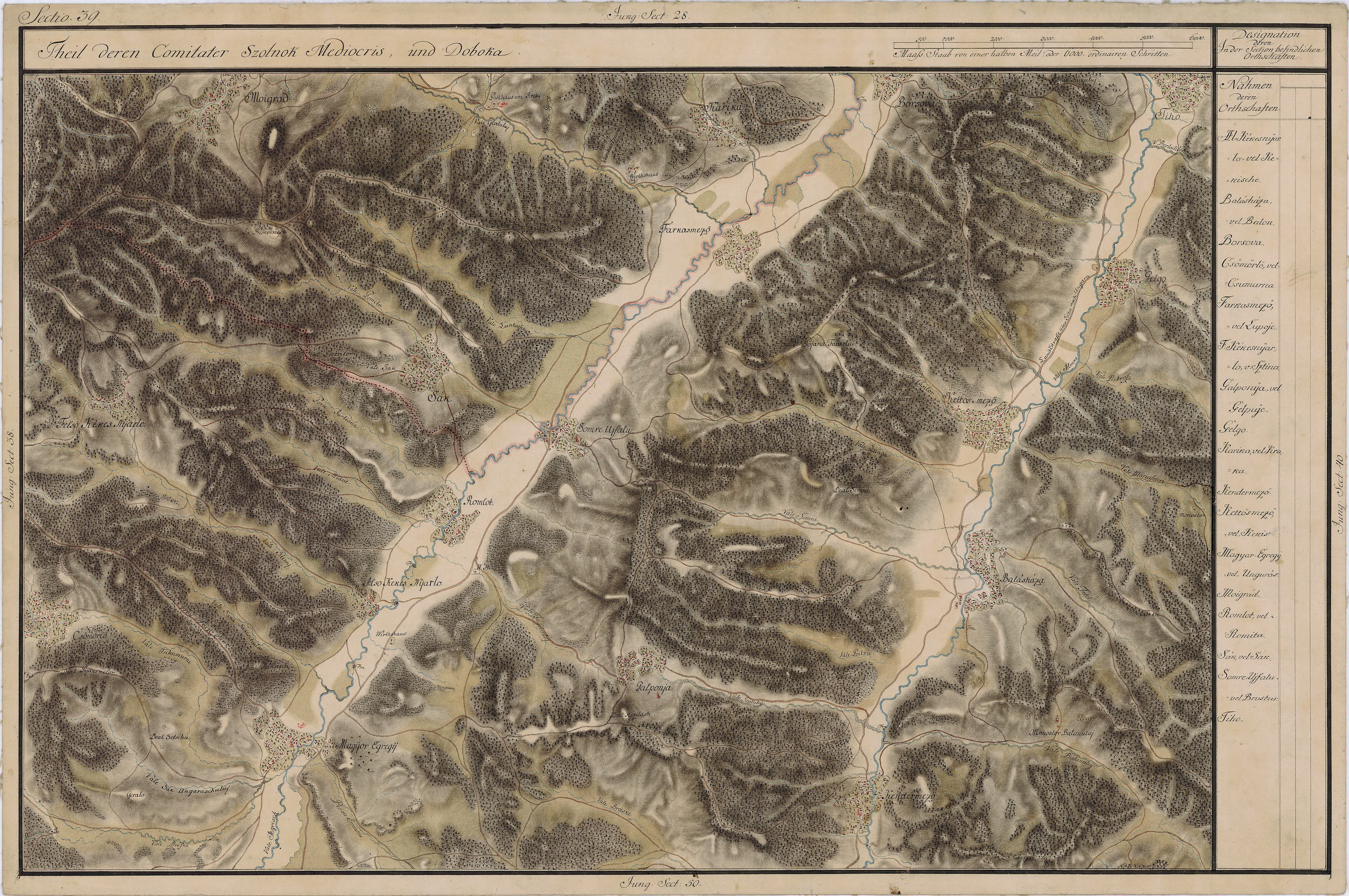
Stâna în Harta Iosefină a Transilvaniei, 1769-1773

## Toponime
- Huda Oroieșilor
- Delniță
- Blidăroaia
- Druia
- Pleșiță
- Iertaș
- Jurteana
- Berindei

## Locuitori
Populația este în totalitate românească. 
Primul recensământ organizat pe aceste locuri a fost efectuat de împăratul habsburgic Iosif al II-lea. Satul Stâna, inclus în acea vreme în administrația comitatului Solnocul Interior, avea 56 de case și o populație de 354 locuitori (172 femei și 182 bărbați). 
La recensământul din 2002, satul avea 380 locuitori (378 români și 2 maghiari). 
O evoluție numerică a populației satului:
1784 - 354 loc;
1850 - 498 loc;
1890 - 681 loc;
1930 - 939 loc;
1941 - 947 loc;
1966 - 764 loc;
1977 - 688 loc;
1992 - 427 loc;
2002 - 380 loc. 
Se observă scăderea accentuată a populației după 1945 (anii socialismului sunt caracterizați prin fenomenul de migrare la oraș, în condițiile dezvoltării industriale a Zalăului). Migrarea nu a stopat nici după 1989 datorită lipsei bazei socio-economice din sat.

## Istorie

### Imperiul Roman

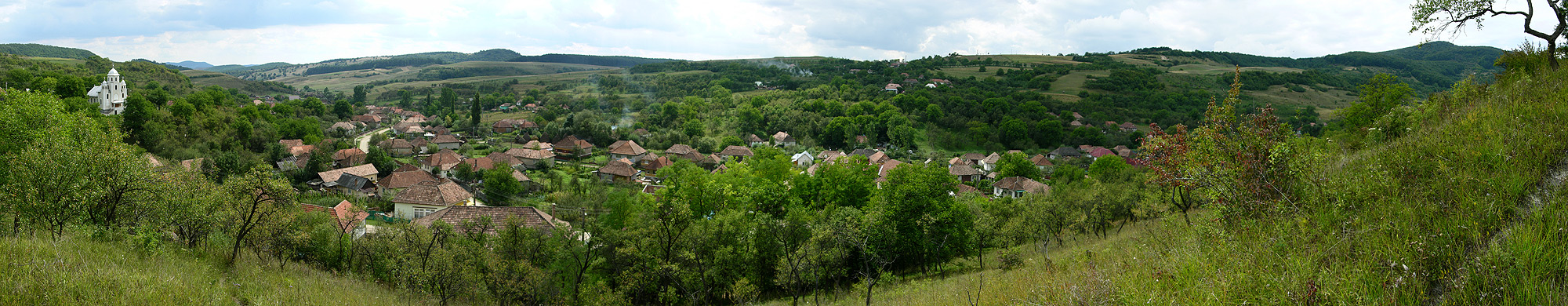
Satul Stâna, văzut de pe dealul Ijileu. (Foto: Emi Cristea, 2007)

În apropiere (la câțiva km), dincolo de văile Druii și Pomilor, se găsește Măgura Pomăt (496,5 m), pe culmea căreia, în antichitate, romanii au fondat orașul Porolissum. Hotarul actual dintre satul Stâna și orașul Zalău aflat pe culmea principală a munților Meseș, constituise între anii 106 și 271 d.Hr., frontiera de nord a Imperiului Roman, granița fortificată (limes) între dacii din Imperiu și dacii liberi, rămași în afara cuceririi romane. Pe Măgura Stânii și sub Vârful Druia se găsesc urme ale acestor fortificații antice . Prin sat se văd încă urmele unui vechi drum roman, ce trecea de la castrul de la Românași spre Porolissum. Drumul a rămas la suprafață în zona bisericii și prin dreptul casei parohiale și a cimitirului.

### Atestare documentară
Prima atestare documentară a satului are loc în Evul Mediu (1438). 

Biserica nouă din Stâna. (Foto: Emi Cristea, 2007)

### Biserica din Stâna
În sat a existat, până acum câțiva ani (1997), o frumoasă biserică din lemn, construită în 1778. Biserica avea hramul "Adormirea Precestii", și a fost zugravită (1795)  de celebrul pictor de biserici Ioan Pop din Românași, ajutat de colaboratorul sau, Precup Pop (un elev de-al său). Biserica ținea de legea grecească neunită (greco-ortodoxă).
Pe locul vechii biserici a fost ridicată, în prezent una nouă.
În satul Stâna (în inventarul bisericii), s-au identificat două vechi cărți românești (Antologhion 1766 și Penticostarion 1808), mărturii ale existenței populației creștine greco-ortodoxe de aici. 

### Al doilea război mondial
În august 1940, prin Dictatul de la Viena, o mare parte din Transilvania a fost desprinsă din granițele statului român. Satul Stâna se afla și el în această zonă. Deși în împrejurmi au avut loc masacre asupra populației românești (Ciumărna, Treznea) satul Stâna a fost ferit (și datorită faptului ca în acest sat toată populația era românească). În octombrie 1944, în timpul luptelor pentru eliberarea nord-vestului Ardealului, prin sat au înaintat trupele Diviziei 18 Vânători de Munte  (16 octombrie), dinspre Chichișa. Cele două coloane au fost întâmpinate cu foc puternic de artilerie și arme automate, de către forțele germane ce încercau să mențină creasta munților Meseș. În acea zi au fost capturați 60 de prizonieri.

## Galerie foto

Pictură în biserica nouă din sat
De pe Ijileu, privind către biserica din sat
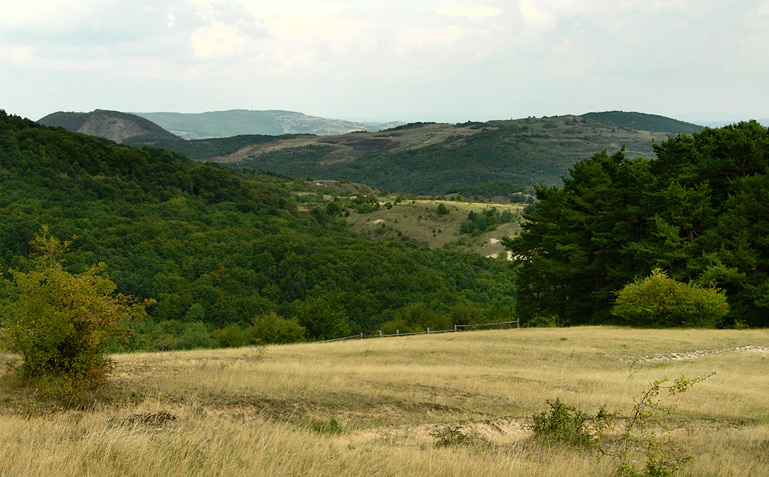
Dincolo de Valea Druii se vede Măgura Moigradului (504 m)
Vechiul drum roman, dintre castrele Românaşi şi Porolissum, trecea prin Stâna
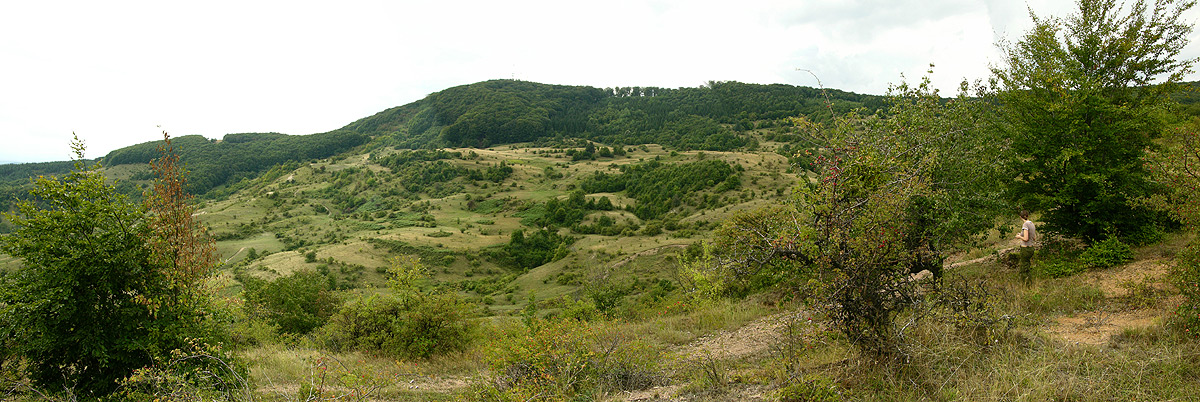
Măgura Stânii (716 m) se ridică deasupra satului. În imagine se văd şi obârşiile Văii Stânii.
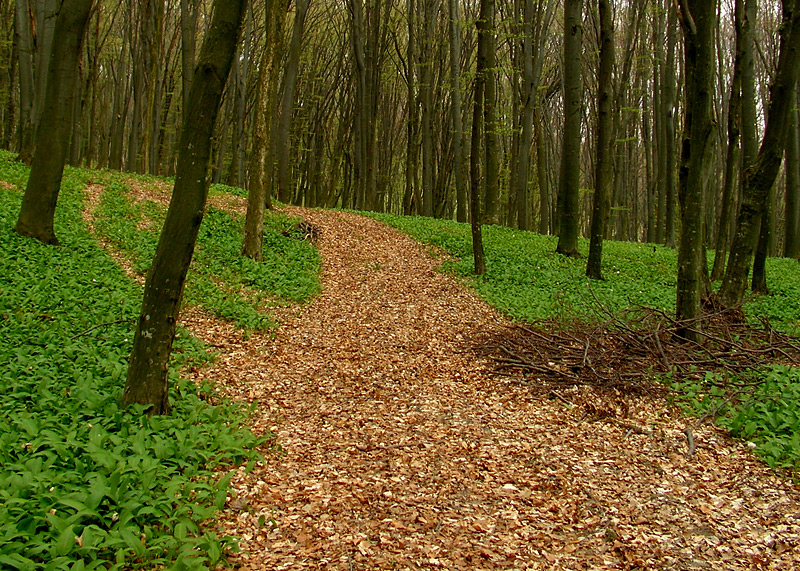
Primăvara în pădurea Meseş
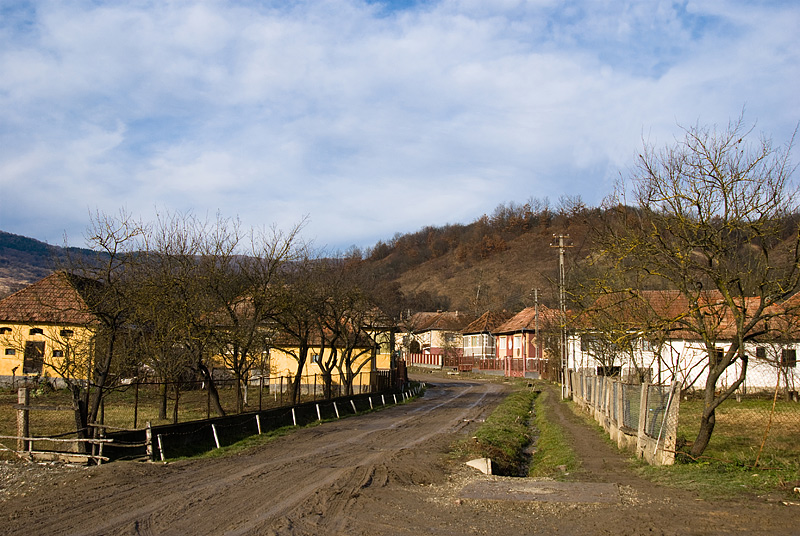
Satul Stâna și dealul Ijileu